# Tipula (Microtipula) biprolata
Tipula (Microtipula) biprolata is een tweevleugelige uit de familie langpootmuggen (Tipulidae). De soort komt voor in het Neotropisch gebied.